# Оскар Руїс
Оскар Хуліан Руїс Акоста (ісп. Óscar Julián Ruiz Acosta, нар. 1 листопада 1969, Віявісенсіо, Колумбія) — футбольний арбітр з Колумбії. Арбітр ФІФА, обслуговує міжнародні матчі з 1995 року. Обслуговував матчі чемпіонату світу 2002, 2006 та 2010. Також працює юристом.

## Кар'єра
Працює арбітром з 1 січня 1995 року, а його міжнародний дебют відбувся 12 липня 1995 року (Парагвай - Венесуела). Судив матчі чемпіонатів світу з футболу 2002, 2006 та 2010 років.
Він був попередньо обраний арбітром на Чемпіонат світу з футболу 2010 року і вилучив Йоана Гуркаффа в матчі Франція - Південна Африка. ФІФА призначила Руїса інструктором арбітрів та членом програми допомоги арбітрам КОНМЕБОЛ.